# Henryk Gotlib
Henryk Gotlib (Cracovia, 1890-Godstone, Surrey, 30 de diciembre de 1966) fue un pintor polaco nacionalizado británico, adscrito al expresionismo. Profundamente influido por Rembrandt, vivió en París de 1923 a 1929, participando en las exposiciones del Salón de Otoño y el Salón de los Independientes. Entre 1933 y 1938 realizó estancias en Italia, Grecia y España, estableciéndose definitivamente en Londres al inicio de la Segunda Guerra Mundial. Perteneció al grupo vanguardista polaco Formiści, que se oponía al arte académico y naturalista, con un estilo donde destacaba la deformación de la naturaleza, la subordinación de las formas, la abolición de un único punto de vista y un colorido crudo.